# Miroslava Jánošíková
Miroslava Jánošíková (Bratislava, Checoslovaquia, 28 de abril de 1969) es una deportista eslovaca que compitió en judo. Ganó una medalla de bronce en el Campeonato Europeo de Judo de 1994 en la categoría de –61 kg.
Participó en los Juegos Olímpicos de Barcelona 1992, donde finalizó novena en la categoría de –61 kg.

## Palmarés internacional
| Campeonato Europeo | Campeonato Europeo | Campeonato Europeo | Campeonato Europeo |
| Año                | Lugar              | Medalla            | Categoría          |
| ------------------ | ------------------ | ------------------ | ------------------ |
| 1994               | Gdańsk (Polonia)   | Medalla de bronce  | –61 kg             |